# Захватный узел
Захва́тный у́зел — узел, применяемый в рыболовстве; более известен под оригинальным названием «клинч» или «улучшенный клинч» (англ. Improved clinch). Этот простой узел представляет собой половину змеиного узла. Надёжно держит на всех видах рыболовных лесок. Является одним из наиболее простых способов привязывания рыболовного крючка к леске.

## Достоинства
- Узел — надёжен[2]

## Недостатки
- Трудно развязывать

## Применение

### В рыбной ловле
- Узел применяют в рыбной ловле для закрепления рыболовного крючка к леске